# Бокс на летних Олимпийских играх 1904 — до 47,6 кг
Соревнования по боксу в весовой категории до 47,6 кг среди мужчин на летних Олимпийских играх 1904 прошли 22 сентября. Приняли участие два спортсмена из одной страны.

## Призёры
| Золото              | Серебро        | Бронза |
| Джордж Финниган США | Майлс Бёрк США | —      |

## Соревнование
|  | Финал                 |        |
|  |                       |        |
|  |                       |        |
|  | Джордж Финниган (USA) | ТНА    |
|  | Майлс Бёрк (USA)      | в 1 р. |